# بليندا مونتغومري
بليندا مونتغومري (بالإنجليزية: Belinda Montgomery)‏ هي رسامة وممثلة كندية، ولدت في 23 يوليو 1950 بوينيبيغ في كندا. بدأت مشوارها المهني سنة 1967.

## أعمال

### أفلام
- (2001) التمويه[2]
- (2010)  الإرث

## وصلات خارجية
- بليندا مونتغومري على موقع IMDb (الإنجليزية)
- بليندا مونتغومري على موقع ألو سيني (الفرنسية)
- بليندا مونتغومري على موقع تيرنر كلاسيك موفيز (الإنجليزية)
- بليندا مونتغومري على موقع أول موفي (الإنجليزية)
- بليندا مونتغومري على موقع قاعدة بيانات الأفلام السويدية (السويدية)
- بليندا مونتغومري على موقع إن إن دي بي (الإنجليزية)
- بليندا مونتغومري على موقع قاعدة بيانات الفيلم (الإنجليزية)
- بليندا مونتغومري على موقع كينوبويسك (الروسية)